# 玛丽亚兰岑多夫
玛丽亚兰岑多夫是奥地利下奥地利州维也纳城郊县的一个市镇。总面积1.69平方公里，总人口2032人，人口密度1202.4人/平方公里（2005年）。